# Desmeocraera galaia
Desmeocraera galaia är en fjärilsart som beskrevs av Sergius G. Kiriakoff 1965. Desmeocraera galaia ingår i släktet Desmeocraera och familjen tandspinnare. Inga underarter finns listade i Catalogue of Life.